# Navision
Navision is een ERP- en boekhoudpakket dat werd ontwikkeld in Vedbæk, Denemarken en in 2002 door Microsoft werd overgenomen. Navision werd toegevoegd aan Microsoft Business Solutions, zoals de ERP-divisie van Microsoft destijds genoemd werd. De Nederlandse importeur was destijds gevestigd in Barneveld, de Belgische in Mechelen.
In de beginjaren was Concorde van Damgaard een concurrent op dezelfde markt, een eveneens Deens product dat werd ontwikkeld door voormalige medewerkers van Navision in Denemarken. Het Concorde product van Damgaard werd in 1998 opgevolgd door Axapta. Later gingen Navision en Damgaard samen, tot het in 2002 door Microsoft werd overgenomen en als Microsoft Business Solutions verderging. Microsoft had in 2001 in de Verenigde Staten Great Plains overgenomen, een vergelijkbaar bedrijf en ERP product, min of meer de Amerikaanse tegenhanger van het Europese Navision. Hierdoor verkreeg Microsoft in 2 jaar tijd een behoorlijke wereldwijde positie in de ERP markt.
Sinds 2009 heet de Microsofts ERP-divisie Microsoft Dynamics, en zijn de productlijnen Axapta, Navision en Great Plains hernoemd in respectievelijk AX, NAV en GP.

## Geschiedenis
Navision is in 1983 te Vedbæk Denemarken opgericht door Jesper Balser, Peter Bang en Torben Wind. Vedbæk is een klein plaatsje niet ver van Kopenhagen, de hoofdstad van Denemarken.
In 1984 werd hun eerste softwareproduct in Denemarken en Noorwegen uitgebracht onder de naam PCPlus. Dit was een character based MS DOS pc-applicatie gericht op het midden- en kleinbedrijf. De eerste reclame slogan was destijds: "Beauty of Simplicity".
In 1987 veranderde de naam van het bedrijf in Navision en werd er een nieuwe applicatie uitgebracht onder de naam Navigator. Dit programma was een character based client/server-versie op MS DOS en het OS/2-platform. Ook was er een versie die op het RS/6000 platform van IBM draaide. Hoewel de server op het ene platform kon draaien, konden de clients op een ander platform draaien. Hiermee was het mogelijk om de server met RS/6000 op te zetten, en de clients lokaal onder DOS en later in een DOS-shell in Windows te draaien. Remote clients konden dan met een terminal een sessie op de UNIX-server starten.
In 1997 kwam er een Windows-versie uit onder de naam Navision Financials.
De database van de character-based-versie werd door Navision zelf ontworpen. De Windowsversie had een eigen databaseformaat genaamd C/SIDE (Client/Server Integrated Development Environment), maar kan later ook draaien op een SQL-database. Sinds Dynamics NAV 2013 kan enkel nog met MS-SQL Server worden gewerkt. De data en de 'objecten' met code worden samen in een SQL-database opgeslagen. De rapporten hebben een RDLC-layout die met o.a. Visual Studio kunnen worden bewerkt.

### Versies
- NAV2009 -
- NAV2013 -
- NAV2015 -
- NAV2016 -
- NAV2017 - Deze versie is een doorontwikkeling van NAV2016, waarbij vooral extensies zijn doorgevoerd in de interne C/Al-code.
- NAV2018 - Op 1 december 2017 is versie 2018 uit gekomen.
- Microsoft Dynamics 365 Business Central, alle volgende versies zullen onder deze naam uitkomen zonder oplopend versienummer

## Navision character based
In de character based versie, die tot versie 3.56a ging en onder DOS draaide, werden wijzigingen in de functionaliteit en de rapporten gedaan in een interne editor. Er konden 8999 bestanden worden aangemaakt, die 255 velden konden bevatten, of 1000 bytes per record. De laatste upgrade kwam uit in 1996. Het bestond uit een client-versie, en een server versie. Deze server draaide onder Windows (NT, XP), OS/2 Warp of op een IBM RS/6000 op Unix.

## Navision Financials
In Navision Financials, dat onder Windows draaide en in 1997 op de markt kwam, kon men aanpassingen uitvoeren via de object designer. In de versies lager dan 4.0 waren dat Tabellen, Forms, Reports, Dataports en Codeunits. Vanaf versie 4.0 kwamen Xml-Ports en de menusuite erbij. De codeunits kunnen vergeleken worden met classes of modules. De dataports waren voor het importeren/exporteren van gegevens van/uit Navision. Xml-Ports waren dan weer soortgelijk aan dataports, maar exporteerden in xml-formaat. In versie 4 was een menu geïmplementeerd dat de Outlook-stijl had. Via de menusuite kon deze aangepast worden.
Navision had een eigen programmeertaal die C/AL genoemd werd, en tot in versie NAV2018 werd gebruikt.
Enterprise applicaties: Microsoft Dynamics AX · Microsoft Dynamics GP · Microsoft Dynamics NAV · Microsoft Dynamics SL · Microsoft Dynamics C5